# 어머님께
"어머님께"는 대한민국의 음악 그룹 god의 1집 《Chapter 1》의 타이틀곡이며 "어머님은 짜장면이 싫다고 하셨어"는 짜장면이 아닌 잡채로 알려졌다.